# Reformierte Kirche Bäretswil

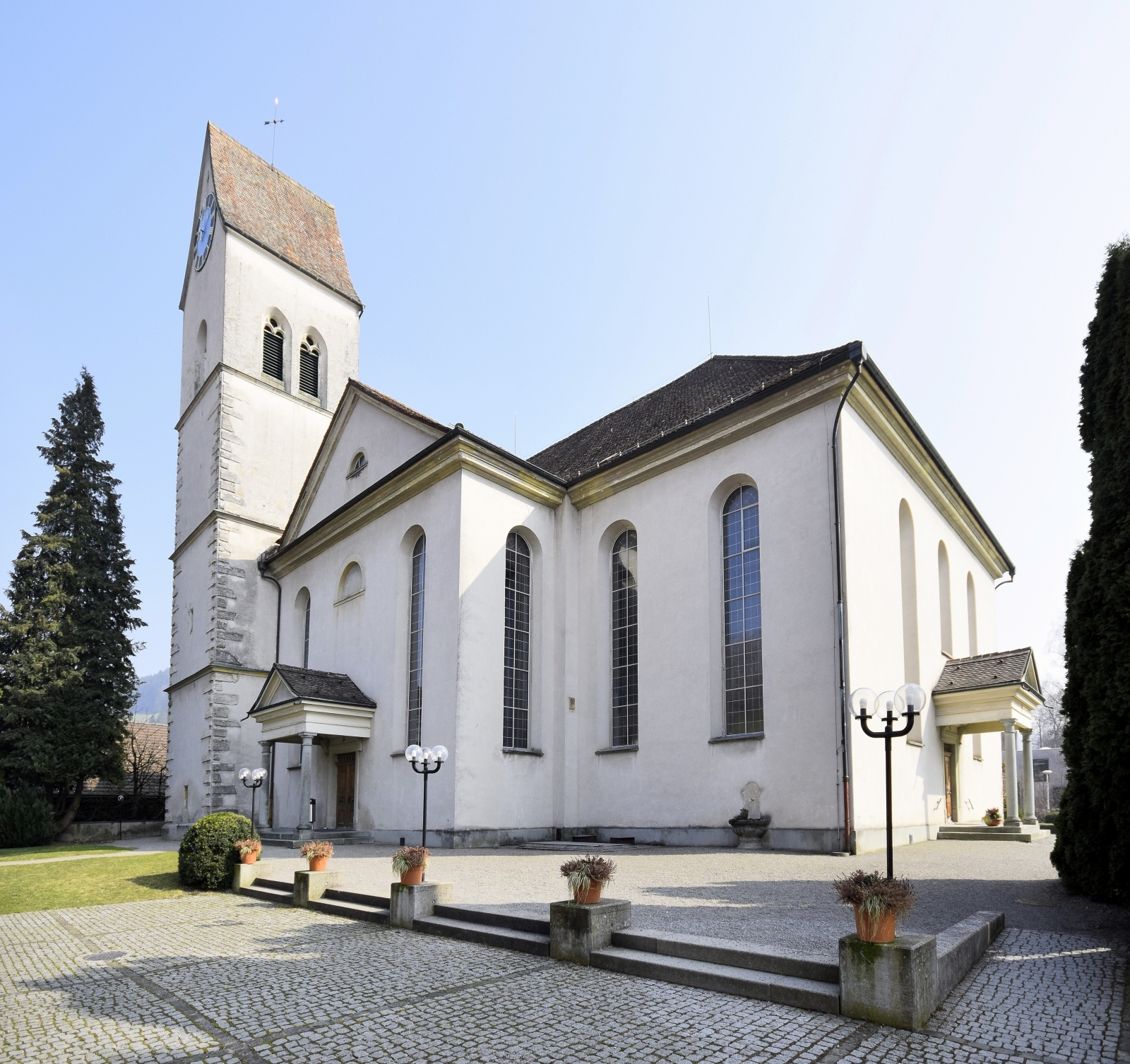
Kirche Bäretswil

Die reformierte Kirche Bäretswil ist eine klassizistische Querkirche in der Gemeinde Bäretswil, Schweiz.

## Geschichte
Eine Kirche in Bäretswil ist seit 1275 urkundlich bezeugt. 1502–1504 wurde ein spätgotischer Neubau errichtet, der 1825 auf Betreiben des Pfarrers Johann Rudolf Waser abgerissen  und in den Folgejahren durch einen Neubau ersetzt wurde. 

## Beschreibung
Das schlichte quergerichtete Kirchengebäude wurde 1826–1827 nach Plänen von Gotthard Geissenhof, der bereits bei der Kirche Gossau als Stuckateur tätig war, errichtet. Für die Gestaltung des Kirchengebäudes stand die 1826 vollendete Reformierte Kirche Uster Pate. Der Turm mit Käsbissendach geht auf das Mittelalter zurück. 
Ein Prunkstück der klassizistischen Ausstattung ist die von Geissenhof gestaltete Stuckmarmor-Kanzel in späten Empire-Formen. Seit 1918 verfügt die Kirche über eine Orgel, das damalige (pneumatische) Instrument ebenso wie das heutige (seit 1953, mechanisch) aus dem Hause Orgelbau Kuhn.